# Жанаконыс (Жалагашский район)
Жанаконыс (каз. Жаңақоныс) — село в Жалагашском районе Кызылординской области Казахстана. Входит в состав Танского сельского округа. Код КАТО — 433653200.

## Население
В 1999 году население села составляло 230 человек (119 мужчин и 111 женщин). По данным переписи 2009 года, в селе проживало 178 человек (96 мужчин и 82 женщины).